# Melaleuca decora
Melaleuca decora är en myrtenväxtart som först beskrevs av Richard Anthony Salisbury, och fick sitt nu gällande namn av James Britten. Melaleuca decora ingår i släktet Melaleuca och familjen myrtenväxter. Inga underarter finns listade i Catalogue of Life.

## Bildgalleri

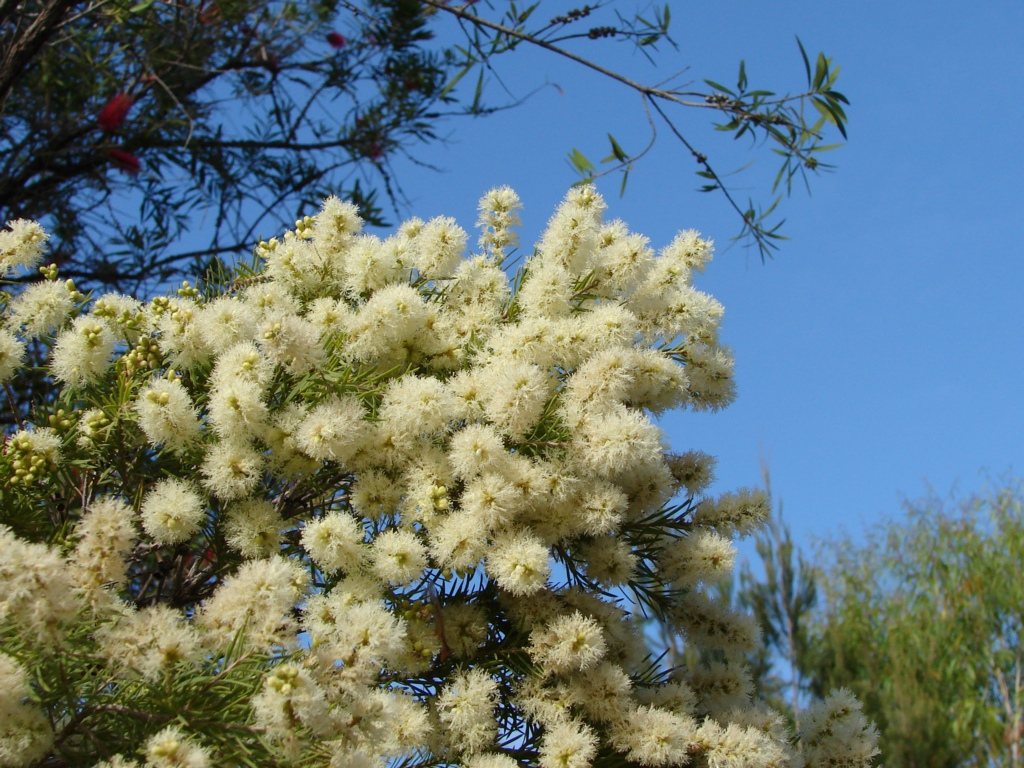